# Helmut Braselmann
Helmut Braselmann (født 18. september 1911 i Nordrhein-Westfalen, død 23. februar 1993) var en tysk håndboldspiller, som deltog i OL 1936 i Berlin.
Braselmann spillede for klubben TURA Barmen og var med til at vinde det vesttyske mesterskab i markhåndbold i 1933 samt blive treer det følgende år.
Han var en del af det tyske håndboldlandshold, som deltog i OL 1936. Det var første gang, håndbold var på programmet ved et OL, og turneringen blev spillet på græs på 11-mandshold. Oprindeligt var ti hold tilmeldt, men Danmark, Holland, Sverige og Polen meldte fra, så blot seks hold deltog. Disse blev delt op i to puljer, hvor Tyskland vandt sin pulje suverænt med en samlet målscore på 51-1 efter blandt andet en 29-1 sejr over USA. De to bedste fra hver pulje gik videre til en finalerunde, hvor alle spillede mod alle. Igen vandt Tyskland alle sine kampe, men dog i lidt tættere kampe. Således vandt de mod Østrig med 10-6. Som vinder af alle kampe vandt tyskerne sikkert guld, mens Østrig fik sølv og Schweiz bronze. Baumann spillede to af kampene: mod USA i indledende runde, hvor han scorede tre mål, samt i finalerunden mod Schweiz, hvor han ligeledes scorede tre mål.

Han opnåede i alt seks landskampe og var udover OL også med til VM 1938, det første af slagsen.
Braselmann var lastbilchauffør og endte med at eje et transportfirma.